# Trochosa charmina
Trochosa charmina là một loài nhện trong họ Lycosidae.
Loài này thuộc chi Trochosa. Trochosa charmina được Embrik Strand miêu tả năm 1916.